# Лухманов, Дмитрий Александрович
Дми́трий Алекса́ндрович Лухма́нов (1765—1841) — русский купец, коммерции советник; антиквар-букинист и нумизмат; потомственный почётный гражданин.

## Биография

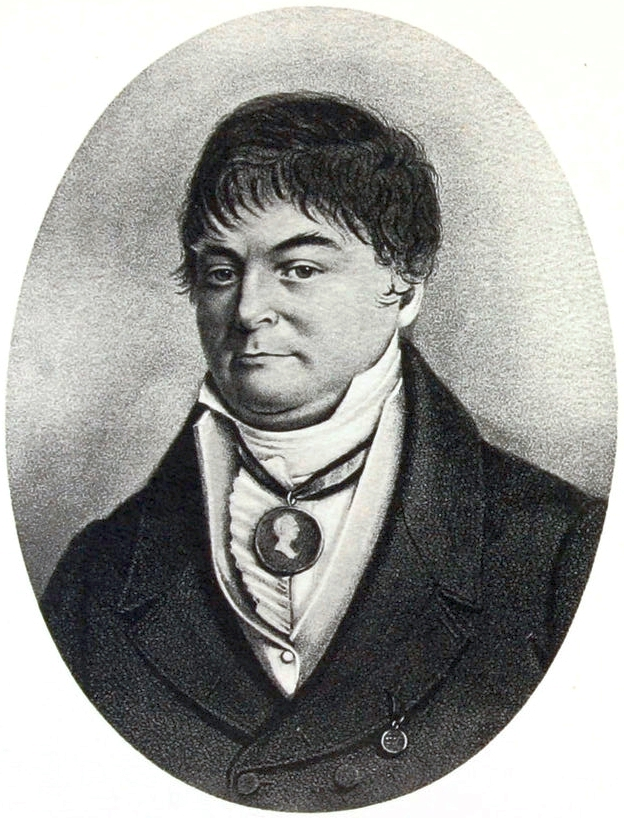
Д. А. Лухманов

Родился в 1765 году в городе Гороховец Владимирской губернии в мещанской семье.
Владел книжной лавкой во флигеле дома Пашкова на Моховой улице в Москве. После 1812 года переехал на Большую Лубянку. В 1813 году купил картоны Рафаэля, принадлежавшие семейству Ягужинских; в 1814 году приобрёл у потомков дворянского рода Телепневых бывшую царскую вотчину — подмосковное село Косино. Здесь рядом с существующим храмом, построенным в 1674 году, Лухманов возвел ещё две каменные церкви: летний храм во имя Успения Богородицы (1823) и зимний во имя Николая Чудотворца (1826, с колокольнёй). В 1889 году усадьба Лухманова отошла во владение М. Е. Горбачеву, построившему здесь ленточную фабрику.
Помимо книг и рукописей, торговал драгоценными камнями, жемчугом и дорогим антиквариатом, нажив таким образом огромное состояние, что позволило ему в 1815 году купить торговые лавки в Охотном ряду, известные как «Монетный двор». В 1817 году на собственные средства обновил живопись в церкви Введения во храме Пресвятой Богородицы на Большой Лубянке, 3. Дмитрий Лухманов известен также как деятель по снаряжению ополчения в 1812 году.
Жил в Москве в собственном доме на улице Большая Лубянка, 11-13. Умер в 1841 году в Москве. Похоронен в построенном им храме в Косино. Был награждён, среди прочих наград, бронзовой медалью в память Отечественной войны 1812 года на Аннинской ленте. От двух браков (первая супруга — Екатерина Ивановна, вторая — Анна Афанасьевна) Д. А. Лухманов имел десять детей: шесть сыновей и четыре дочери.
Похоронен в Косино.

## Интересный факт
- В доме купца Дмитрия Лухманова в начале XX века находилось страховое общество «Якорь». В 1918 году в здании разместилась Всероссийская чрезвычайная комиссия и на втором этаже здания находился рабочий кабинет Феликса Дзержинского[4].

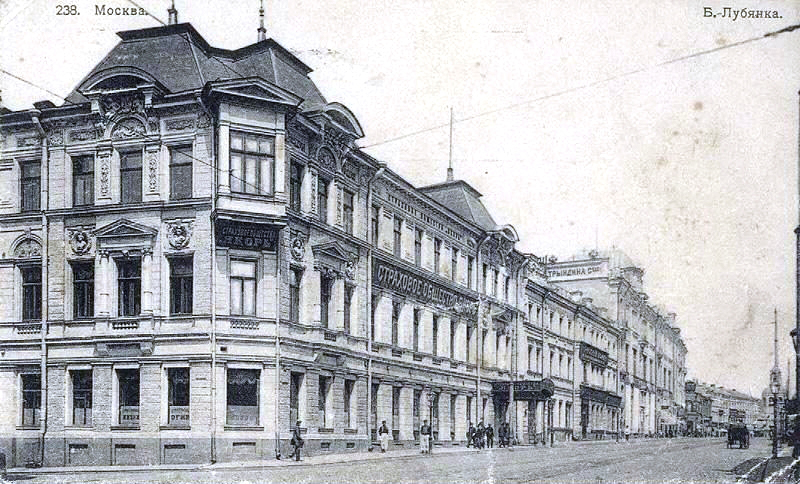
Здание страхового общества «Якорь». 1905 год
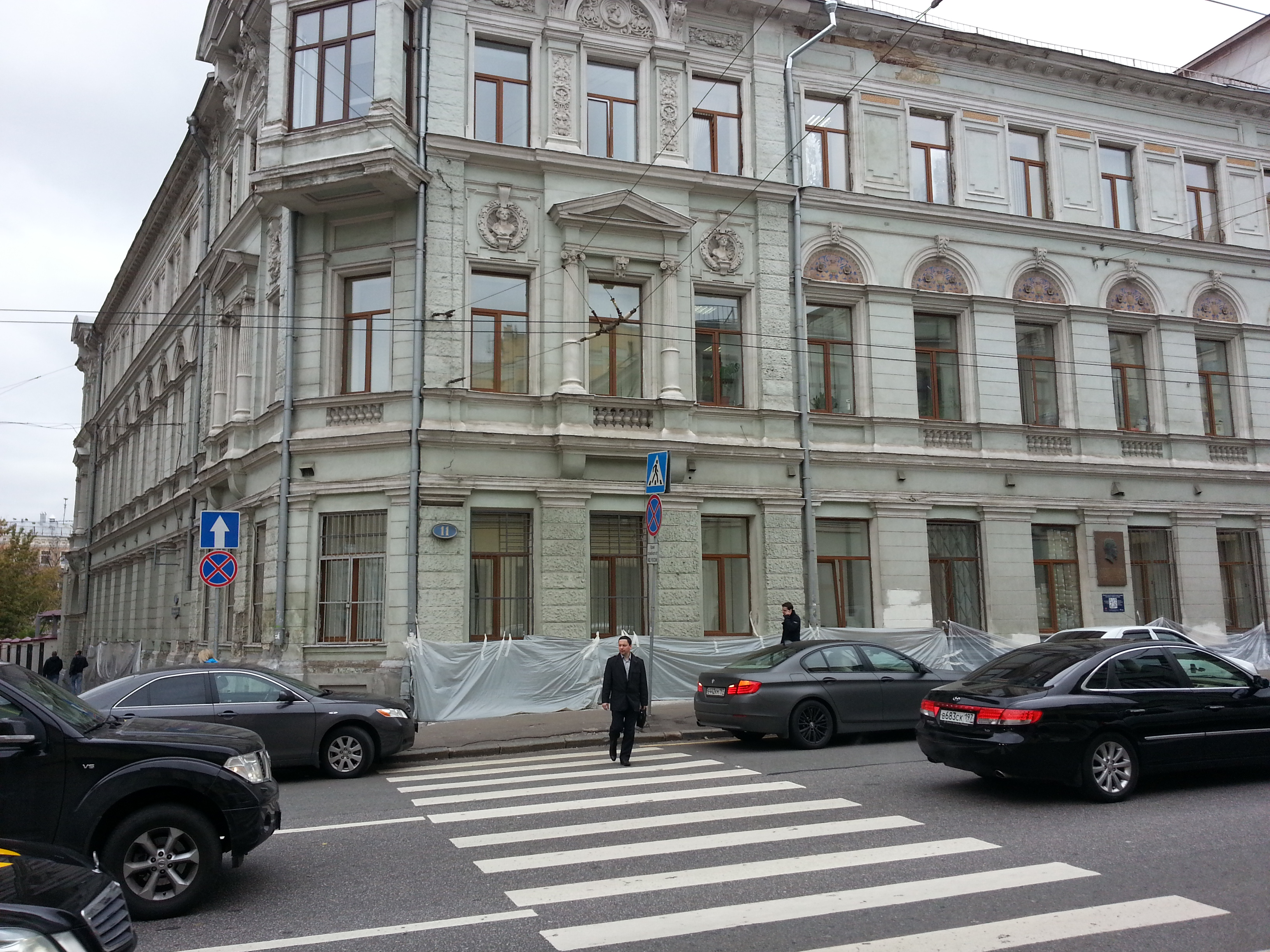
Дом на Б. Лубянке, 11. 2013 год

## Память
- Именем Лухманова названа в 2004 году улица рядом с селом Косино[5]. В свою очередь, в честь улицы названа станция московского метро «Лухмановская».